# Девушка с маяка
«Девушка с маяка» — советский кинофильм 1956 года режиссёра Григория Крикуна. Снят по повести Олеся Гончара «Пусть горит огонёк».
Фильм снимался на Азовском море. Сценарий для него написал сам писатель.

## Сюжет
На небольшом острове стоит маяк. Здесь живёт с супругой и дочерью смотритель маяка старый боцман Емельян Прохорович Лелека. Катер, который доставляет припасы — единственный гость из большого мира. Со временем у девушки возникает романтическое чувство к его капитану.

## В ролях
- Ия Арепина — Марийка
- Сергей Ромоданов — Емельян Прохорович Лелека, боцман, смотритель маяка
- Юрий Чекулаев — Игорь
- Фёдор Брайченко — Дёма
- Валентина Телегина — Евдокия Филипповна, боцманша
- Софья Карамаш — директорша
- Людмила Татьянчук — Ксана
- Степан Шкурат  — Панас Осипович, старый моряк
- Майя Казакова — Марта
- Иван Матвеев — Грицько
- И.[уточнить] Крымчак — директор рыбзавода
- Валентина Кузнецова — подруга Марийки

## Над фильмом работали
- Режиссёр: Григорий Крикун
- Сценарист: Олесь Гончар
- Оператор: Иван Шеккер
- Художник: Галина Нестеровская[укр.]
- Звукооператор: Нина Авраменко
- Композитор: Анатолий Свечников
- Тексты песен: Владимир Сосюра и Олекса Ющенко
- Оркестр министерства Культуры Украинской ССР п/у Петра Полякова
- Директор картины: Павел Нечес

## Критика
В журнале «Искусство кино» (1958, № 11) фильм был подвергнут критике. Киновед А. Ромицин написал: «Отсутствие предметного, психологически убедительного выражения чувств героев обнажило искусственность сюжетного построения. Всё приходится принимать на веру, потому что режиссёр не дал поступкам героев  убедительного художественного обоснования».
«Марийка любит Игоря, — продолжал рецензент, — однако с таким же самым успехом могла полюбить другого, скажем, работника маяка Дёму...». Один из приёмов, иллюстрирующий состояние её счастья, «вызывает такое отношение к героине, которое во всём является противоположным подлинным намерениям режиссёра» и вызывает у зрителя «подозрение, нелестное для ума героини».